# Шарлоте фон Щайн
Шарлоте Албертине Ернестине фон Щайн (на немски: Charlotte Albertine Ernestine von Stein) е саксонска аристократка и писателка.
Родена е на 23 декември 1742 година в Айзенах в семейството на хофмаршала на местния херцог, но израства в двора във Ваймар, където получава добро образование. През 1758 година става придворна дама на херцогиня Анна Амалия и остава на тази длъжност до нейната смърт през 1807 година. Поддържа близки отношения с поетите Фридрих Шилер и Йохан Волфганг фон Гьоте. Автор е на няколко пиеси.
Шарлоте фон Щайн умира на 6 януари 1827 година във Ваймар.